# Вест-Гейвен (Вермонт)
Вест-Гейвен (англ. West Haven) — місто (англ. town) в США, в окрузі Ратленд штату Вермонт. Населення — 239 осіб (2020).

## Демографія
Згідно з переписом 2010 року, у місті мешкали 264 особи в 112 домогосподарствах у складі 77 родин. Було 131 помешкання
Расовий склад населення:
| - 97,0 % — білих - 0,4 % — корінних американців - 0,4 % — чорних або афроамериканців |

До двох чи більше рас належало 2,3 %. Частка іспаномовних становила 0,4 % від усіх жителів.
За віковим діапазоном населення розподілялося таким чином: 16,7 % — особи молодші 18 років, 64,4 % — особи у віці 18—64 років, 18,9 % — особи у віці 65 років та старші. Медіана віку мешканця становила 50,9 року. На 100 осіб жіночої статі у місті припадало 103,1 чоловіків;  на 100 жінок у віці від 18 років та старших — 107,5 чоловіків також старших 18 років.
Середній дохід на одне домашнє господарство  становив 59 985 доларів США (медіана — 53 571), а середній дохід на одну сім'ю — 71 586 доларів (медіана — 61 667). Медіана доходів становила 42 000 доларів для чоловіків та 35 833 долари для жінок. За межею бідності перебувало 18,5 % осіб, у тому числі 30,2 % дітей у віці до 18 років та 4,2 % осіб у віці 65 років та старших.
Цивільне працевлаштоване населення становило 154 особи. Основні галузі зайнятості: освіта, охорона здоров'я та соціальна допомога — 24,7 %, мистецтво, розваги та відпочинок — 13,6 %, сільське господарство, лісництво, риболовля — 13,0 %.